# Gunzgen
Gunzgen est une commune suisse du canton de Soleure, située dans le district d'Olten.

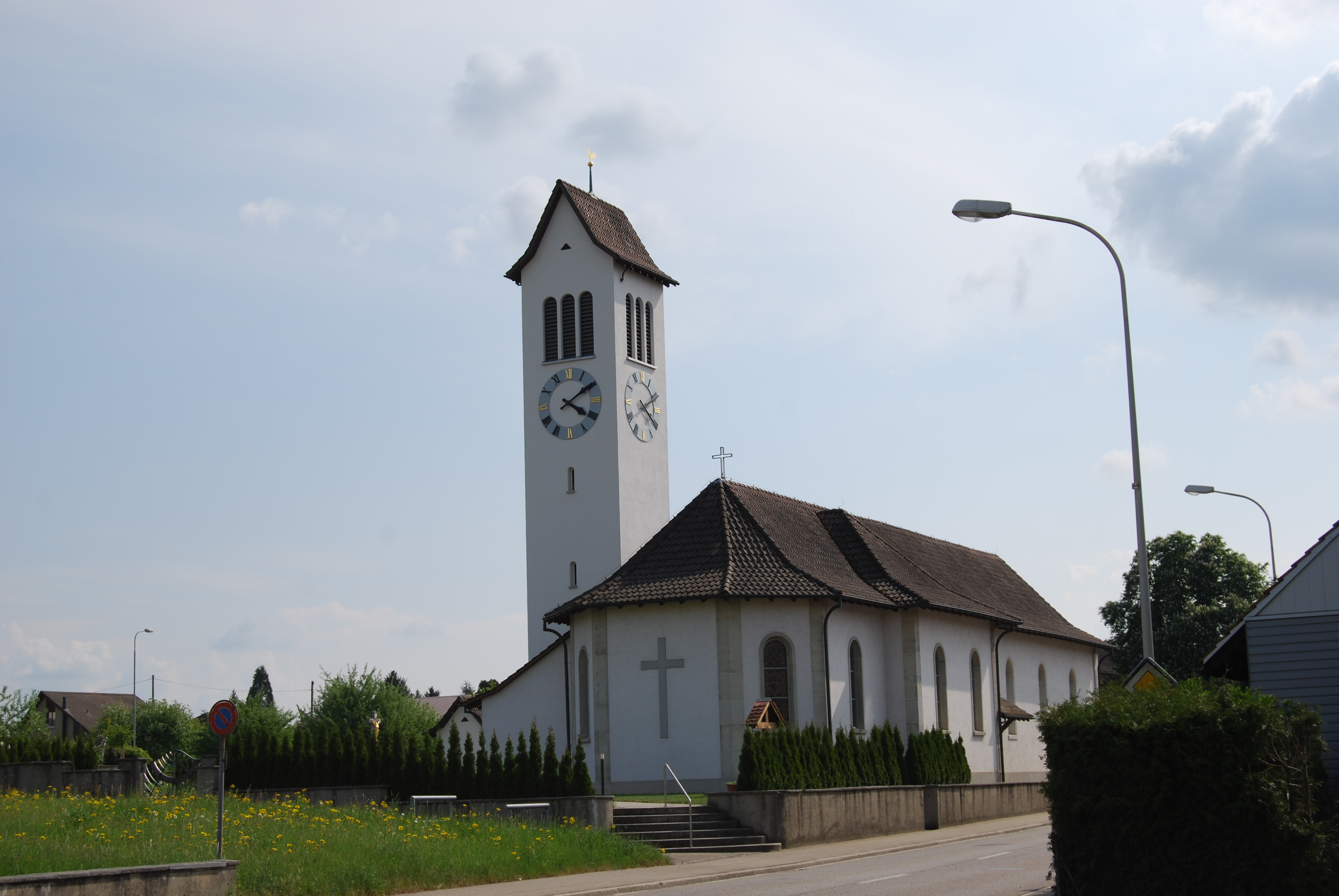
Gunzgen